# Città Sant'Angelo
Città Sant'Angelo è un comune italiano di 14 848 abitanti della provincia di Pescara in Abruzzo. Fa parte dell'area metropolitana di Pescara, e grazie alla vicinanza con il capoluogo presenta uno dei maggiori tassi di crescita demografica sia a livello provinciale che regionale.

## Geografia fisica

### Territorio
Città Sant'Angelo è ubicata su una collina a 317 m s.l.m. a diciotto chilometri da Pescara. Il territorio è il terzo per estensione della provincia di Pescara, preceduto da Penne e Caramanico Terme, e trentottesimo a livello regionale. Ha una morfologia prettamente collinare che termina in un lembo di terra, bagnato dal mare Adriatico e largo meno di un chilometro, che divide i comuni di Silvi e di Montesilvano. Città Sant'Angelo è bagnata dai fiumi Fino e Tavo. Tra Marina di Città Sant'Angelo e Silvi Marina sfocia il fiume Piomba, mentre tra Città Sant'Angelo e Montesilvano sfocia il fiume Saline.

### Clima
Il clima è tipicamente sublitoraneo marittimo, definibile dunque come clima mediterraneo, con marcate differenze tra la zona costiera e quella collinare. Generalmente le estati sono calde e secche (media massime luglio 28 °C, media minime luglio 18 °C nella zona collinare), ma ventilate e gradevoli data l'esposizione all'Adriatico, mentre sulla stretta fascia litoranea le massime superano spesso i 30 °C, e per via del notevole tasso di umidità vengono percepiti valori ancor più elevati. Gli inverni (media massime gennaio 10 °C, media minime gennaio 5 °C nella zona collinare) si mantengono sostanzialmente miti se la circolazione in quota è prevalentemente occidentale, dovuta ai caldi e secchi venti di caduta appenninici; con queste condizioni non è raro che la temperatura superi i 20 °C anche in gennaio. Comuni sono le inversioni termiche diurne tra la costa e la collina, soprattutto durante il semestre freddo, con differenze di temperatura anche di 5-6 °C.
Quando la circolazione dei venti interessa i quadranti nord-orientali, la forte esposizione produce su tutto il territorio picchi di freddo notevoli ed inusuali per la latitudine, con significative precipitazioni nevose da stau principalmente nell'area collinare (con tempi di ritorno di circa 3-4 anni). Le precipitazioni tendono a concentrarsi nel tardo autunno, e il loro livello medio è leggermente inferiore alla media nazionale (attorno a 800 mm); infatti, per via della copertura montuosa del Gran Sasso sul lato occidentale, talvolta le classiche perturbazioni atlantiche non riescono a sfondare ed il territorio rimane in ombra pluviometrica, con tesi venti di caduta.
Il livello medio di umidità è elevato nella zona costiera a causa della presenza dell'area umida protetta del fiume Saline: fenomeno caratteristico, soprattutto in autunno e inverno con venti da SE, è quello della cosiddetta guazza, con la risalita dell'umidità dai bassi strati e la formazione di fitte nebbie che salgono dalla costa fino a raggiungere e coprire a volte l'intera area collinare.

## Origini del nome
Nel Catalogus baronum del XI secolo viene citata come Civitas Sancti Angeli. Il toponimo deriva da quello dell'antica città romana di Angulum, la cui localizzazione è però incerta e che si ritiene non corrisponda a Città Sant'Angelo ma con maggiori probabilità alla vicina Spoltore. Il nome Angulum è comunque di origine preromana, essendo la variante latinizzata di un precedente termine italico dal significato di valle curva.

## Storia
Le origini di Città Sant'Angelo sono incerte ed hanno sempre costituito motivo di discussione storica: probabilmente i primi a creare un insediamento sul colle furono i Vestini, ma il primo atto ufficiale in cui si parla del comune menziona una concessione da parte dell'imperatore Ludovico II che accorda un privilegio al monastero di Casauria sul luogo chiamato "Civitate S. Angeli", dove si trovavano un castello ed un porto; l'atto è datato 13 ottobre 875. I numerosi ritrovamenti archeologici, decisamente più antichi, tra la foce del Piomba e quella del Saline, e la presenza di piccoli aggregati urbani in corrispondenza della località oggi denominata Marina di Città Sant'Angelo fanno risalire le origini della città al periodo romano, quando Angulum, i cui abitanti ne conservano ancora il nome ("angolani"), viene nominata da Plinio il Vecchio nella sua descrizione delle terre vestine nel libro Naturalis Historia (libro II 12.106); non è da escludere l'ipotesi che la Angulum citata fosse invece la vicina Spoltore. Comunque intorno al 400 sorsero le prime chiese nella zona tra Città Sant'Angelo e Atri. L'abitato vestino-romano, che sarebbe stato ubicato sul vicinissimo Colle di Sale, fu probabilmente distrutto nell'alto Medioevo; i Longobardi avrebbero ricostruito il paese ex novo nell'odierna ubicazione, lasciando come traccia della loro presenza il culto dell'Angelo. Testimonianze di questo culto sono presenti sia nel toponimo, sia nello stemma comunale, che rappresenta, appunto, san Michele Arcangelo che uccide il dragone.
Nel XII secolo fu aggregata alla contea di Loreto e nel secolo successivo (1239) distrutta da Boemondo Pissone o Pissonus, giustiziere di Federico II, in quanto Città Sant'Angelo, guelfa, era troppo schierata in favore di Papa Gregorio IX nella lotta contro il Sacro Romano Impero. Successivamente lo stesso Imperatore svevo concesse ai superstiti la facoltà di ricostruire l'abitato in tre casali. Dopo il 1240 iniziò la ricostruzione del nucleo fortificato a semicerchio, delimitato attualmente da strada Castello, strada Minerva, via del Ghetto e via del Grottone. I Zizza e i Salomone rivestirono sempre ruoli primari nella comunità angolana dell'Ancien Régime. Con la venuta degli ordini monastici nella prima metà del XIV secolo si vide l'ampliamento delle chiese esistenti e la realizzazione di monasteri.
In questa era Città Sant'Angelo fu una delle tre città principali della diocesi Penne-Atri, insieme alle due sedi vescovili. La rivalità tra esse spesso si traduceva in guerre, soprattutto per il controllo del porto al confine tra le attuali Silvi Marina e Pineto, in provincia di Teramo. Nel XVI secolo fu marchesato della famiglia Castriota insieme alle terre di Spoltore, Moscufo e Montesilvano. Successivamente passò ai Piccolomini, conti di Celano, che poi la cedettero ai Pinelli. Nel XVII secolo la ricostruzione si concluse con il completamento di case e palazzi gentilizi della borghesia agraria. A questo si deve l'attuale impianto "a fuso": esso si è costituito man mano, grazie ad espansioni ed aggregazioni dei nuclei abitativi precedenti che si susseguirono fino a formare un forte coagulo urbanistico, determinando la sistemazione del centro storico odierno.
Detto impianto è attraversato da un lungo corso, intersecato da una serie di stradine e vicoli chiusi, denominati in dialetto locale 'li ruve', entro la cinta muraria con le porte parzialmente conservate. Il 18 febbraio 1699 Lucrezia Camerlengo comprò per 130000 ducati dai Pinelli il marchesato angolano per conto del figlio Francesco Figliola, che lo trasformò in ducato. Tra il 1300 e il 1700 Città Sant'Angelo, nonostante numerosi attacchi di francesi e spagnoli, conobbe un periodo di splendore. Col trattato di Aquisgrana del 1748 la città passò definitivamente sotto il Regno di Napoli fino all'Unità d'Italia. Nel marzo del 1814, assieme ai comuni di Penne, Castiglione Messer Raimondo e Penna Sant'Andrea, Città Sant'Angelo fu protagonista delle prime sollevazioni della Carboneria del Risorgimento italiano.

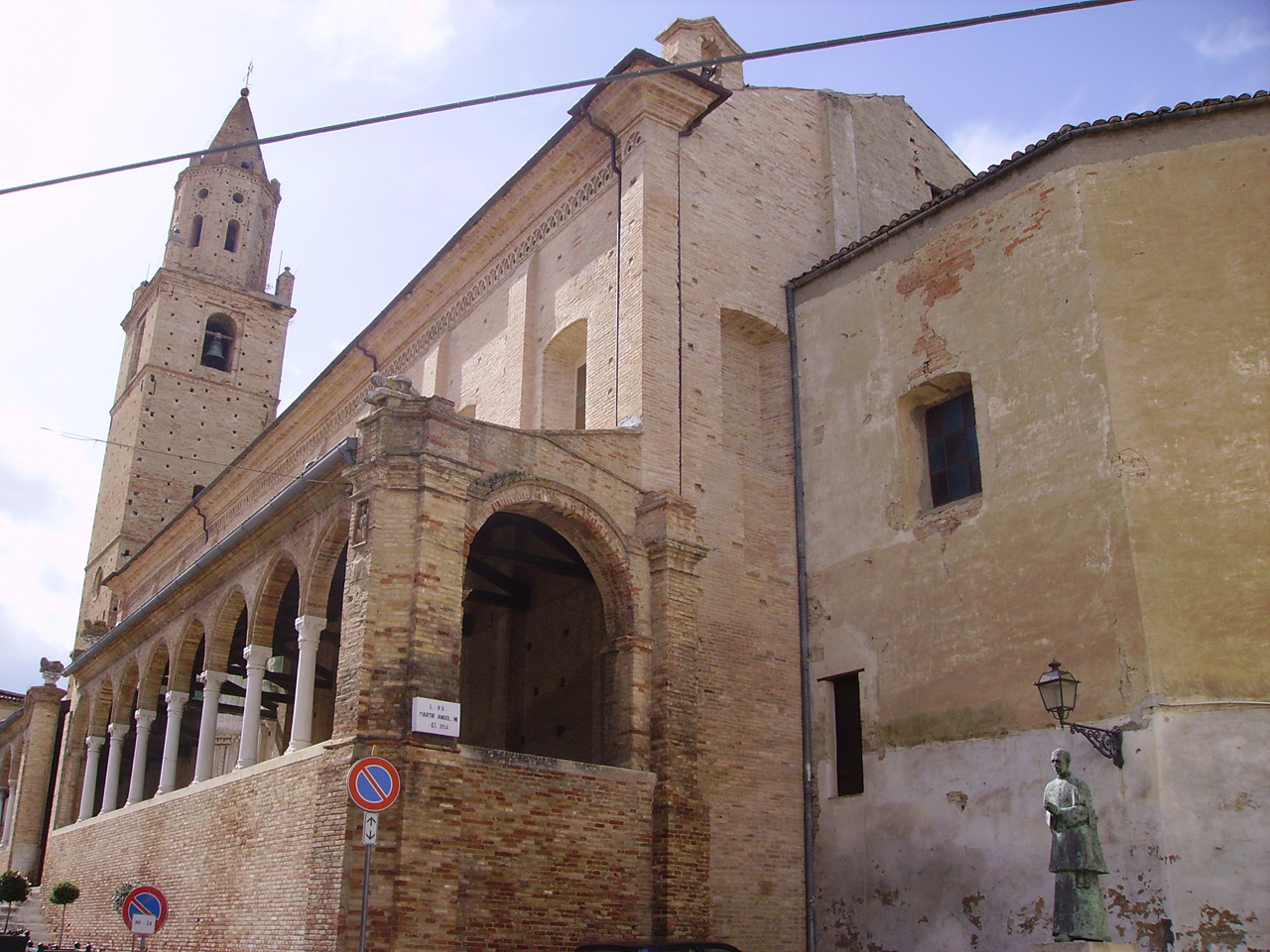
Veduta della Collegiata di San Michele Arcangelo

La rivolta fu repressa dalle truppe di Gioacchino Murat, guidate dal generale Florestano Pepe, grazie al tradimento di un congiurato e alla mancata adesione di diversi comuni che dopo aver dato il loro parere positivo rimasero quieti. I capi angolani della rivolta Filippo La Noce e Domenico Marulli vennero fucilati a Penne e le loro teste furono barbaramente esposte sulla Porta Sant'Angelo, la principale del paese, mentre Michelangelo Castagna, un altro capo della rivolta, riuscì a scappare trovando ricovero dalla sorella nella città di Atri. Prima dell'annessione al Regno di Sardegna, il futuro Regno d'Italia, Città Sant'Angelo fu capoluogo dal 1837 al 1848 del distretto di Città Sant'Angelo, un'unità amministrativa dell'Abruzzo Ulteriore Primo (la futura provincia di Teramo), provincia del Regno delle Due Sicilie, in seguito tornato distretto di Penne quando il capoluogo venne rispostato a Penne. Nel 1932 l'attuale zona di Marina di Città Sant'Angelo si scorporò da Atri entrando a far parte di Città Sant'Angelo.
Durante la seconda guerra mondiale, nell'aprile del 1940, il Ministero dell'Interno prese in affitto lo stabile dell'ex manifattura tabacchi, nel centro storico della città, per adibirlo a campo di concentramento (unico nella provincia di Pescara) con circa 200 posti letto, dove furono carcerati uomini per lo più di nazionalità jugoslava. Dalle relazioni inviate alla Prefettura circa l'andamento del campo risultava che, nonostante l'attenta vigilanza, gli internati spesso riuscivano ad avere rapporti con gli abitanti, di indole molto ospitali. Il campo rimase attivo fino all'aprile del 1944. Attualmente, oltre ad essere un luogo della memoria, ospita il Museo laboratorio d'arte contemporanea.
Il 22 maggio 1944 l'Aeronautica Militare statunitense bombardò il rione di Marina; persero la vita diciassette angolani, oltre ai militari tedeschi (la Germania non rese noto il loro numero). 12 giugno 1944 Città Sant'Angelo fu liberata dagli Alleati.

## Monumenti e luoghi d'interesse

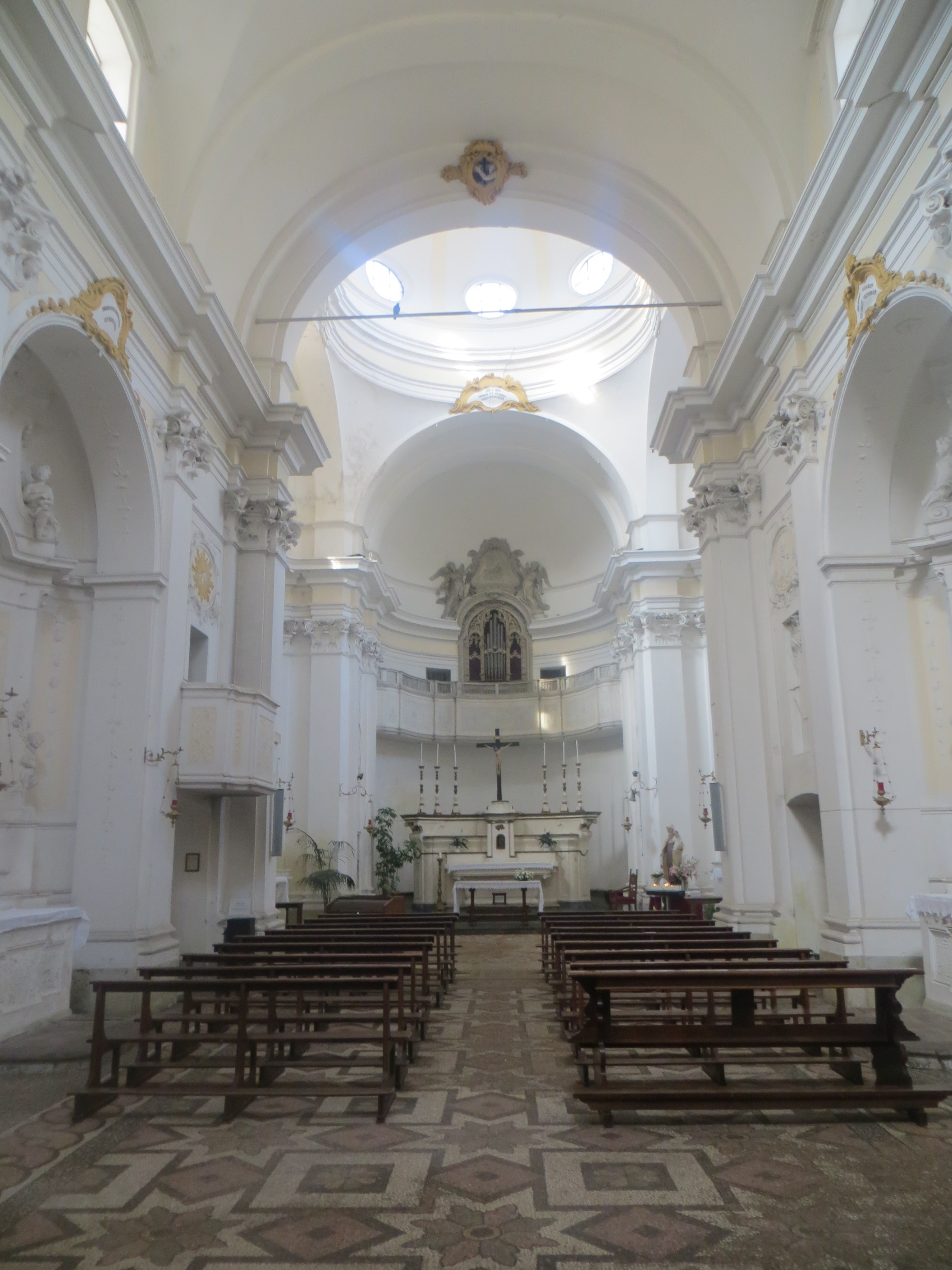
Interno della Chiesa di San Francesco

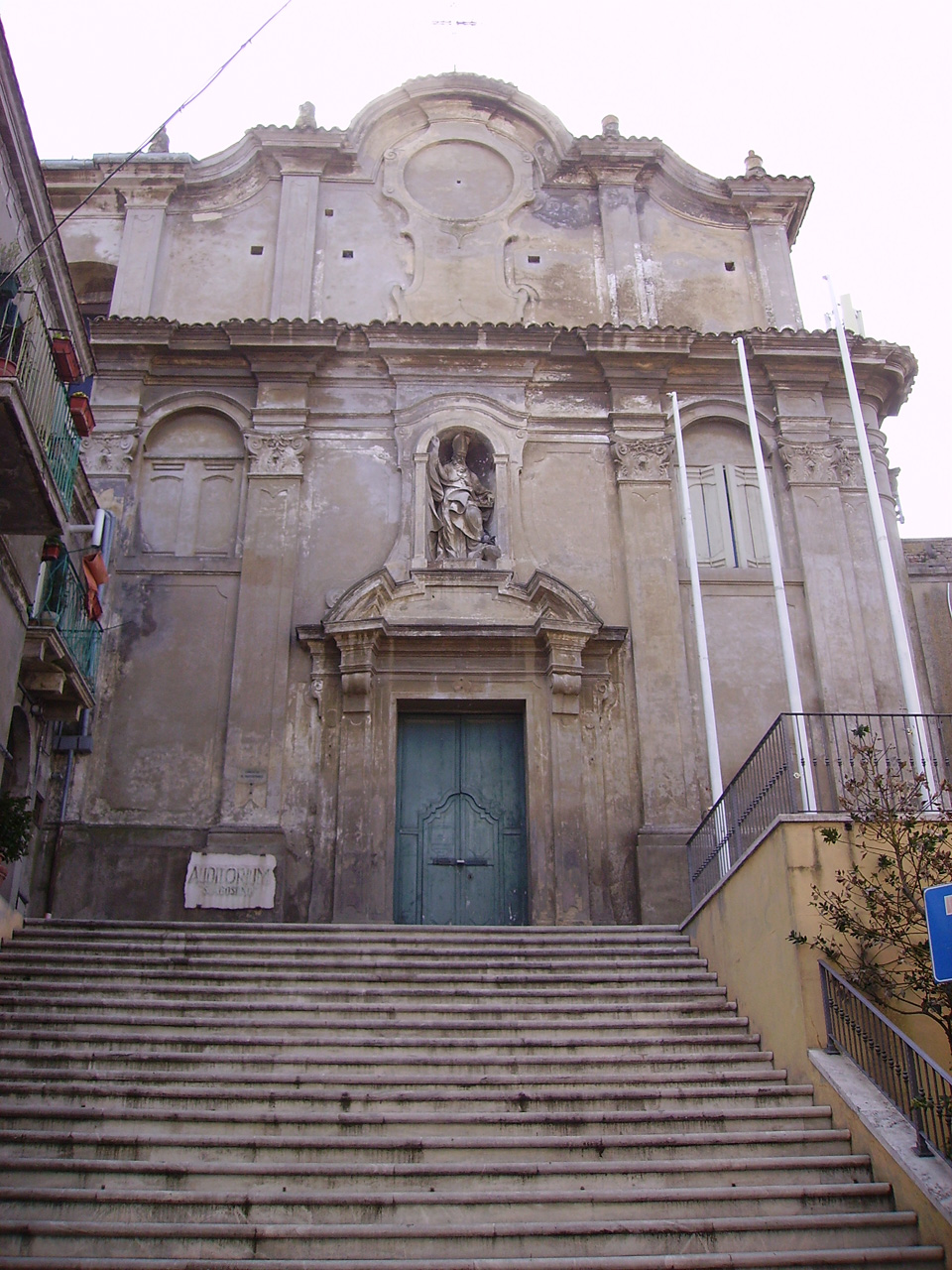
Sant'Agostino

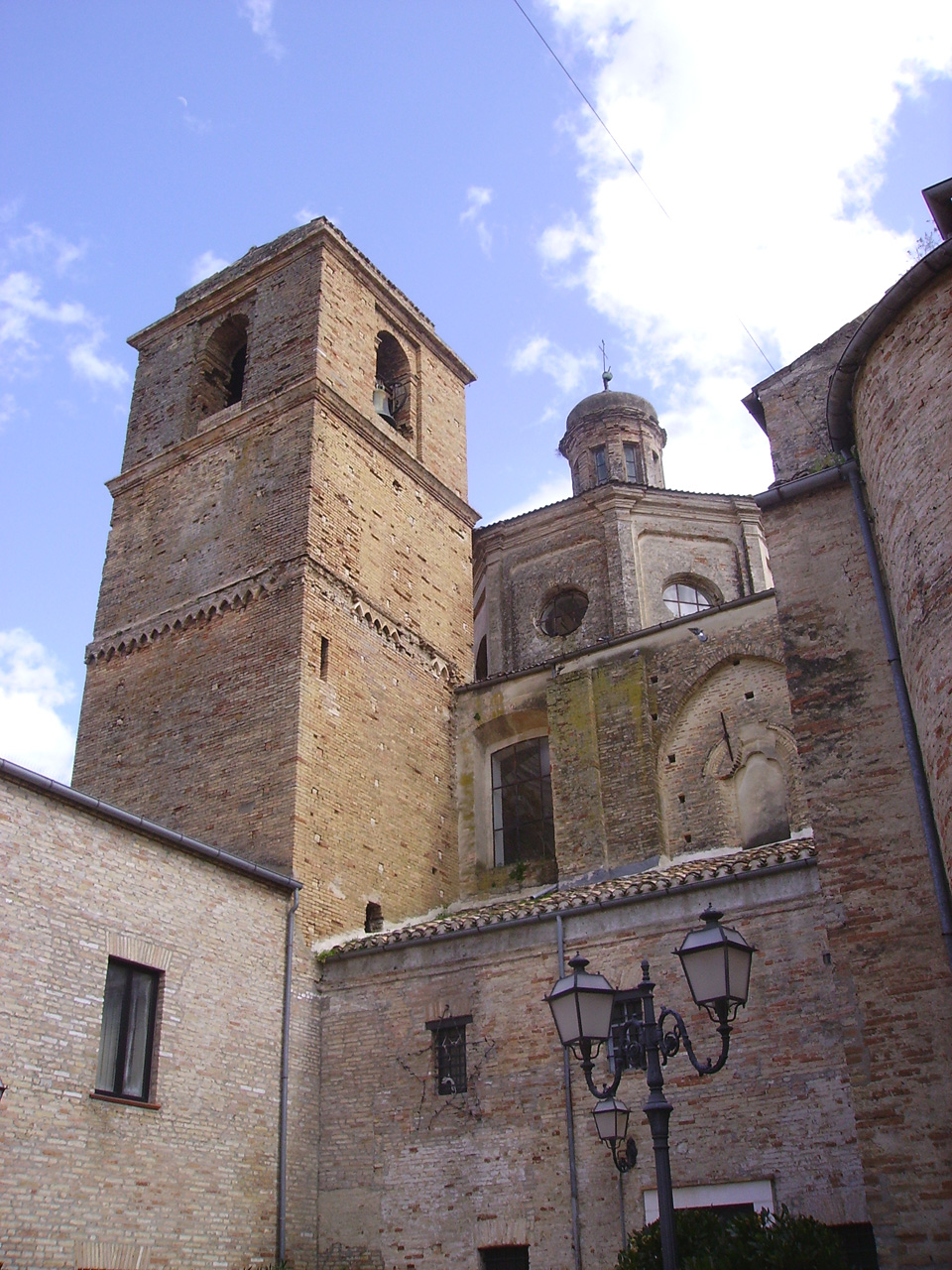
San Francesco

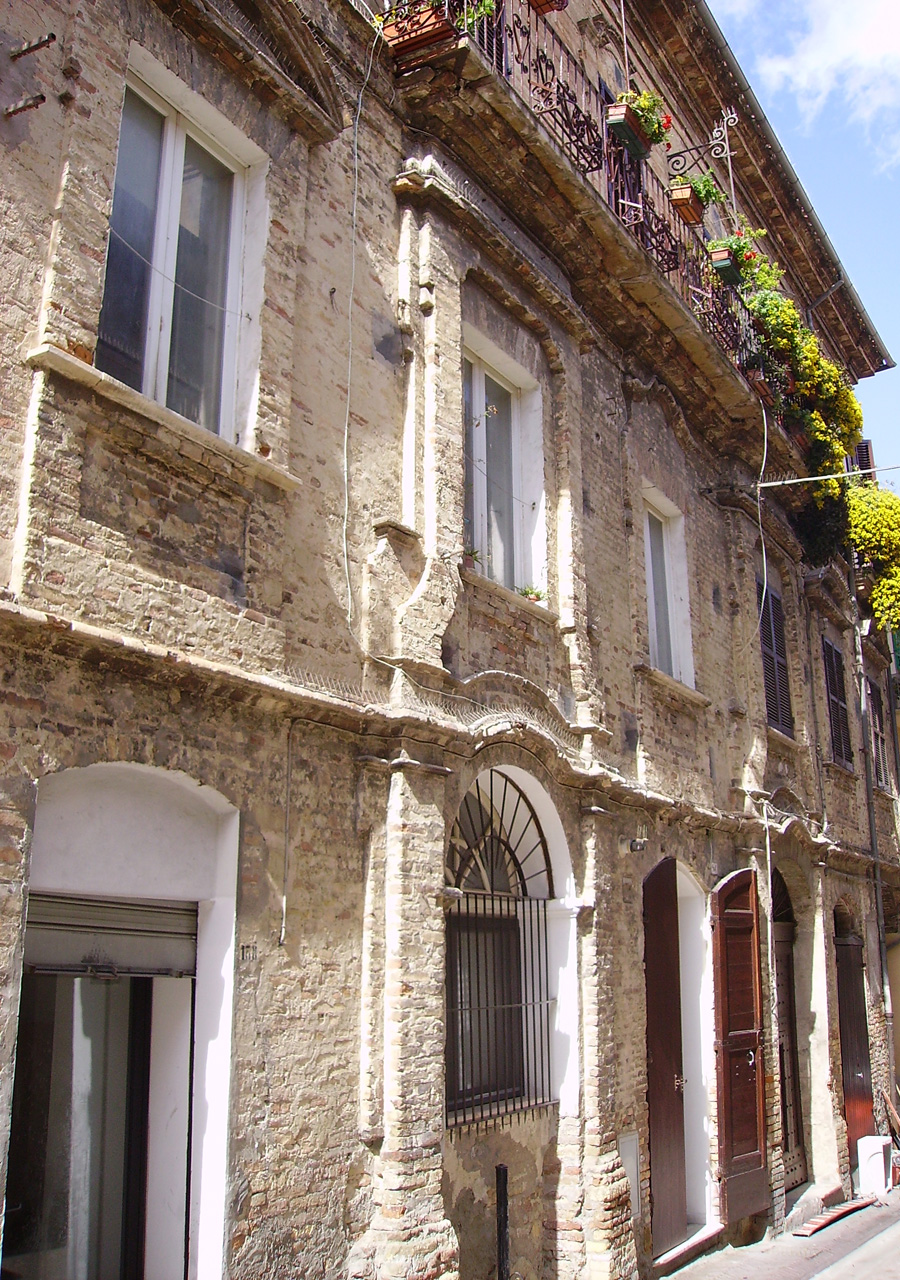
Palazzo Castagna

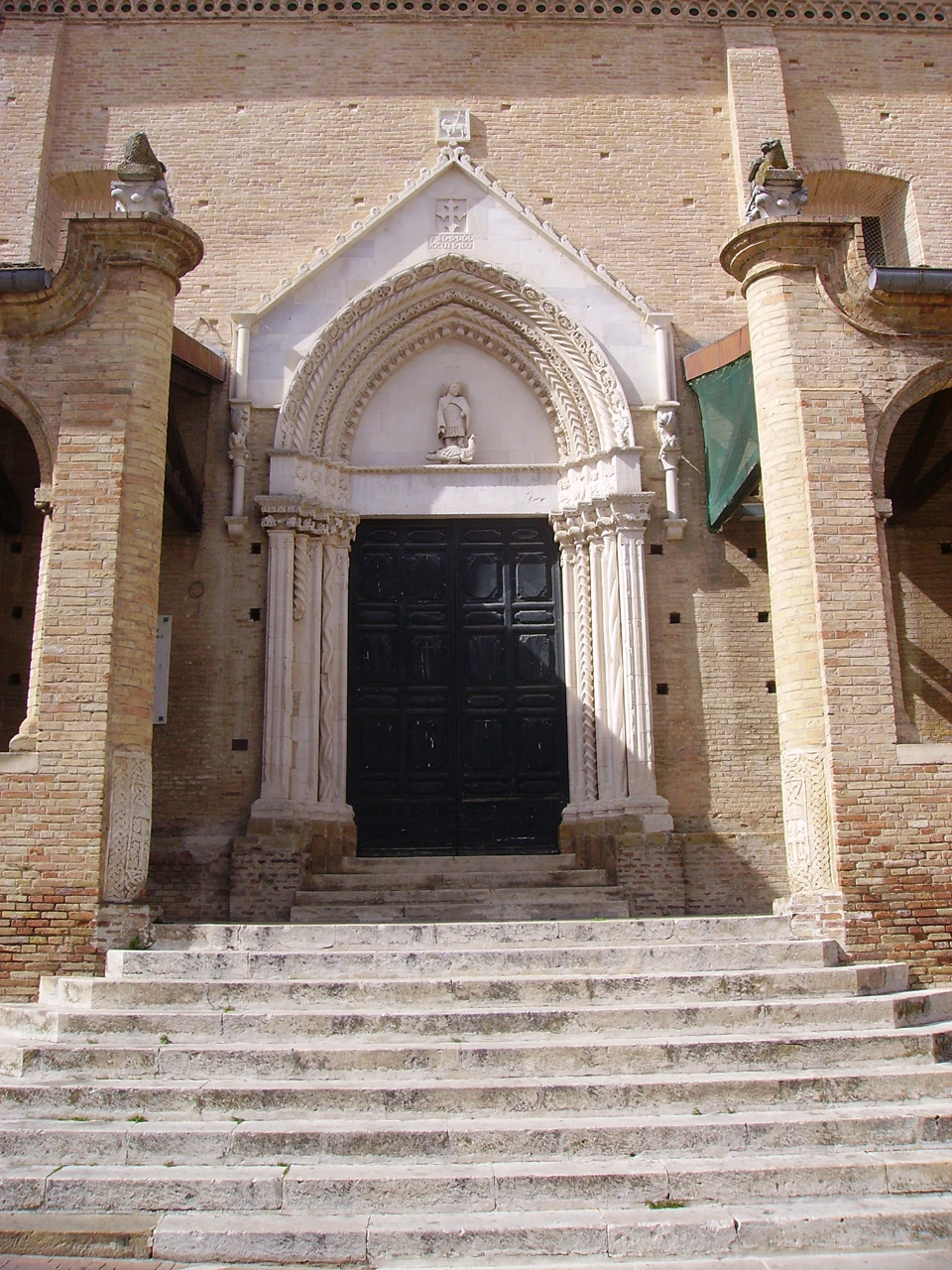
San Michele Arcangelo

- Collegiata di San Michele Arcangelo, ornata in facciata da un campanile alto 48 m. Costruita anteriormente al Mille, fu ricostruita nel Trecento. Il portale decorato con un ciclo di figure simboliche è del 1326. Conserva notevoli resti di un pulpito alto-medioevale in pietra, databile tra il VII e VIII secolo. Il portico e la tomba di Amico di Buonamicizia (angolano vescovo della diocesi di Atri-Penne che cercò di portare la sede vescovile a Città Sant'Angelo[19]) sono quattrocenteschi. Il sarcofago, addossato al muro, è sviluppato in senso plastico su più piani. Quello centrale è occupato dall'immagine del defunto e da una lunga iscrizione che ne riassume la vita. La fabbrica continuò ad essere ampliata nel Rinascimento: il campanile, a base quadrata con un tamburo poligonale sormontato da una cuspide, è derivato da quello del Duomo di Atri e fu rimaneggiato dopo il terremoto del 1706[28].
- Chiesa di San Francesco, costruita nel 1300, si trova lungo il corso principale del paese ed è inserita in un ampio edificio conventuale, oggi occupato per la maggior parte dagli uffici del Comune; la chiesa rimaneggiata nel tempo a seguito dei terremoti del 1706 e 1730 ha uno stile leggermente barocco con pavimento a mosaico di diverse forme e colori con disegni floreali. La torre campanaria a pianta quadrata ne esalta la parte più antica, edificata chiaramente in epoca quattrocentesca. Spiccano il pavimento a mosaico, realizzato nel 1845, e la tela che raffigurano la Madonna del Rosario e San Domenico, a opera del pittore angolano Paolo De Cecco[29].
- Chiesa di Santa Chiara, edificata all'interno dell'intera area conventuale delle Clarisse, è a pianta inconsueta: ha la forma di un triangolo equilatero in cui è inserito un cerchio su cui poggia la cupola. Rispetto ad altre chiese cittadine, è certamente quella che ha avuto meno modifiche. La struttura seicentesca è collocata in uno spazio obbligato addossato ad un precedente edificio fortificato; l'esigua dimensione fa pensare che fosse adibita a cappella privata delle Clarisse che occupavano l'attiguo convento. L'attuale aspetto è frutto di un rifacimento in stile barocco antecedente al 1730[30]. Adiacente alla chiesa, in corso Umberto I, è presente la cappella-parlatorio del convento, dove è possibile vedere la "ruota degli esposti", un dispositivo girevole in legno aperto solo su un lato che, incastonato in un muro con un'apertura verso il convento e una verso la cappella, permetteva di collocarvi l'esposto, ovvero il neonato da abbandonare, in anonimato. Una volta allocato l'infante, si poteva far girare la ruota e, tirando una corda collegata ad una campanella, avvertire chi di dovere di accogliere il bambino. Percorrendo il vicino vallone Ghiotti, si raggiunge il "Giardino delle Clarisse", un giardino addossato alle mura della città e al monastero.
- Chiesa di Sant'Agostino, a navata unica alle cui pareti sono stati addossati quattro altari ornati di stucchi e bassorilievi, è attualmente adibita ad Auditorium; è ipotizzabile che nella zona retrostante la chiesa fosse presente un castello, preesistente alla distruzione della città nel 1239. Tali ipotesi vengono fatte in considerazione del toponimo originario dell'antistante via ("strada del castello") e dal fatto che il luogo è il più elevato della città. In alcuni scritti ritrovati si accenna ad una donazione del re Roberto d'Angiò nel 1314 ai frati dell'ordine degli Eremitani per la costruzione del convento[31].
- Chiesa di San Bernardo, costruita nel XIV secolo e inizialmente dedicata a san Nicola, nel 1626 cambiò nome in quello odierno. Ha una cripta con alcune decorazioni e due arcate che ne identificano l'originaria costruzione del 1300. Successivamente la chiesa fu ceduta ai frati Riformati di San Bernardo, i quali iniziarono subito la costruzione del convento (oggi Palazzo Coppa). L'attuale chiesa fu progettata intorno alla seconda metà del Settecento con modifiche strutturali radicali[32].
- Nelle immediate vicinanze dell'Auditorium si trova la chiesa del Salvatore o di San Liberatore, di modeste dimensioni, a navata unica. Ricostruita nel 1788 con successivo restauro nel 1850, ha una facciata classica con finestra centrale, ai lati della quale sono situate due nicchie che ospitano le statue in gesso raffiguranti l'Immacolata ed il Salvatore; è ancora visibile l'interessante torre campanaria ormai distrutta di palese ispirazione borromiana[33].
- Fuori dalle antiche mura, di cui restano le quattro porte chiamate Porta Borea (o Licina), Porta Casale, Porta Sant'Egidio e Porta Nuova, sorge sul colle di Santa Chiara, vicino al presidio sanitario locale, la chiesa di Sant'Antonio da Padova del XIII secolo. Ha all'interno una serie di decorazioni barocche, animate da nicchie, edicole ed arredi sacri, il tutto decorato di stucchi con tonalità giallo, rosa ed azzurro; qui vengono conservate una reliquia del santo, donata dalla Basilica di Padova, e le reliquie di san Felice martire[34].
- Di sicura importanza, sono presenti nella periferia e nelle campagne del paese la chiese della Madonna della Pace, di Sant'Agnese, dell'Annunziata, tutte situate nelle omonime contrade, nonché la chiesa di Sant'Antonio nella frazione di Villa Cipressi e quella di Sant'Agostino (di recentissima costruzione) a Marina di Città Sant'Angelo[35]. Altresì visitabile nella stessa area i Palazzi Comunali ed il Teatro Comunale, antico edificio ecclesiale trasformato in refettorio del convento francescano ed adibito nel 1856 alla sua attuale funzione, nonché il Cisternone, esempio di cisterna pubblica della fine del XIX secolo, accessibile da un cunicolo, al di sotto del giardino comunale[36]. L'ex manifattura tabacchi, utilizzata dal regime fascista come campo di concentramento, è ora un museo-laboratorio che ospita un ricco patrimonio di opere di artisti nazionali e internazionali[37], situato nel centro storico della città, a poca distanza dalla chiesa di Santa Chiara.

## Società

### Evoluzione demografica
Nel 1840 la popolazione ammontava a 5 441 persone. Nel primo censimento del Regno d'Italia, nel 1861, la popolazione angolana era di 6 341 abitanti. Dopo l'Unità d'Italia Città Sant'Angelo è arrivata a contare 9 453 abitanti nel 1921. La popolazione è però scesa nel 1931. Negli anni del miracolo economico Città Sant'Angelo, come molti altri centri rurali, ha perso residenti a vantaggio delle città maggiori. Tuttavia, a partire dagli anni ‘90, specie dal 1993, le giovani coppie hanno scelto le zone a valle, portando alla nascita delle frazioni di San Martino e Fonte Umano. Oggi Città Sant'Angelo vive un periodo di discreta crescita demografica, favorita anche dalle industrie e dai centri commerciali nella parte bassa.
Abitanti censiti

### Etnie e minoranze straniere
Al 1º gennaio 2018 i cittadini di origine straniera sono 858 e rappresentano il 5,5% della popolazione. Le minoranze maggiormente rappresentate provengono dalla Romania (325, ovvero il 2,16% della popolazione), dal Marocco (69, lo 0,45%) e dall'Albania (67, lo 0,44%).

### Lingue e dialetti
Essendo Città Sant’Angelo situata al confine tra la provincia di Pescara e la provincia di Teramo, il dialetto angolano (ciusandagnilésë) è una parlata di transizione tra la famiglia teramana e quella vestina, in cui si verificano i seguenti mutamenti vocalici:
- A diventa È aperta (chèsë per "casa", ‘uardè per "guardare"); questo fenomeno è ancora abbastanza vitale tra gli attuali parlanti;
- É chiusa si frange in ÀE (billàezzë per "bellezza", sàerë per "sera"); questo fenomeno è regredito e non è più in uso, se non tra parlanti ultranovantenni;
- É chiusa finale accentata diventa À (tà per "te", piccà per "perché", ecc.); questo fenomeno è ancora in parte vitale tra gli attuali parlanti;
- I diventa È aperta o É chiusa (paradèsë per "paradiso", ciardènë per "giardino", gréllë per "grillo-i", végnë per "vigna"); questo fenomeno è ancora abbastanza vitale tra gli attuali parlanti;
- Ó chiusa si frange in ÀO o in ÀU (càorsë per "corsa", màonnë per "mondo", sàulë per "solo-a", ràuscë per "rosso-a"); questo fenomeno è regredito e non è più in uso, se non tra parlanti ultranovantenni;
- U diventa ÒU (tòuttë per "tutto-a-i", mòundë per "monti"); questo fenomeno è regredito e quindi non è più in uso, se non tra parlanti ultranovantenni;

Vigono poi gli infiniti in -are che volgono in -ì se in posizione pretonica (allundanì per allontanare, cucinì per cucinare); è un fenomeno tipico di molti dialetti della provincia di Teramo, specie a Teramo città, nonché lungo le vallate del Tordino e del Vomano e lungo la costa da Silvi fino a Roseto degli Abruzzi.

### Tradizioni e folclore

#### Il carnevale
In occasione della festività del carnevale si svolge l'ormai classica sfilata a tema delle varie contrade per le vie della città; la manifestazione è un richiamo per tutte le persone della provincia.
Il carnevale di Città Sant'Angelo ha radici antiche e ruota attorno alla figura di "'Ndirucce" (al secolo Antero De Tollis), personaggio realmente esistito alla fine dell'Ottocento che faceva il calzolaio ed animava il carnevale paesano salendo in cattedra nella piazza principale e sfoggiando i suoi ttavitte, sonetti in rima baciata e con ritmo e musica particolari, coi quali riportava i fatti di cronaca scandalistica cittadina, malefatte, contestava le disposizioni amministrative comunali e prendeva in giro vari personaggi.

#### Dall'Etna al Gran Sasso
Manifestazione culturale nata nel 2003 dal gemellaggio tra Città Sant'Angelo e Nicolosi, comune nella città metropolitana di Catania, in Sicilia. Si tiene ogni anno, solitamente a luglio, e permette di mangiare prodotti tipici delle due città e conoscere le tradizioni popolari della cultura abruzzese e quella siciliana.

## Cultura

### Pirandello a Città Sant'Angelo
Luigi Pirandello, premio Nobel per la letteratura nel 1934, fu presidente della Commissione nella sessione d'esame 1905-1906 nell'Istituto Magistrale "Bertrando Spaventa". Della sua presenza a Città Sant'Angelo resta una traccia indelebile nella novella Notte, compresa nel I volume di Novelle per un anno. A giudicare dal testo, non sembra che lo scrittore sia rimasto particolarmente entusiasta del paese:
La moglie, nata e cresciuta in quell'alto umido paesello, privo anche d'acqua, coi pregiudizii angustiosi, le gretterie meschine e la scontrosità e la rilassatezza della pigra sciocca vita provinciale, anziché dargli compagnia, gli aveva accresciuto attorno la solitudine, facendogli sentire ogni momento quanto fosse lontano dall'intimità d'una famiglia che avrebbe dovuto esser sua, e nella quale invece né un suo pensiero, né un suo sentimento riuscivano mai a penetrare.»
(L. Pirandello, "Novelle per un anno", "Notte")
La città da sempre ha posseduto un'istituzione come la scuola, in quanto l'istituto "Bertrando Spaventa" esiste dal 1º maggio 1878. Esso comprende il liceo linguistico, il liceo scientifico sportivo e il liceo delle scienze umane (con l'opzione economico-sociale). L'atto ufficiale della nascita è rappresentato da un manifesto di notifica ancora presente negli archivi della scuola, dal quale si evince che in base all'articolo 13 della legge Coppino sull'istruzione obbligatoria quella di Città Sant'Angelo è la prima scuola governativa maschile sorta in Abruzzo per l'educazione magistrale, nonché la prima in tutto il Regno fra le scuole magistrali rurali in base al decreto ministeriale 1º maggio 1878 promulgato dal ministro Francesco De Sanctis. Detto istituto occupa lo stesso stabile dal 1884.

### Teatro Comunale
In prossimità del Chiostro comunale e della chiesa di San Francesco è situato dal 1856 il teatro comunale, che insiste sulla superficie precedentemente occupata dal refettorio dei Padri Basiliani.

## Economia
Sino agli anni '50-'60 l'economia angolana era basata sull'agricoltura. Successivamente, grazie alla progressiva espansione del comune di Montesilvano e di Silvi Marina lungo il fiume Saline e la successiva realizzazione dell'Autostrada A14, con casello "Pescara Nord-Città Sant'Angelo" in località San Martino Bassa-Marina, il comune ha visto crescere sempre più il settore dell'industria, con la realizzazione di concessionarie, officine, mercati all'ingresso, poi in epoca recente una fabbrica di fuochi pirotecnici di fama regionale e qualche centro commerciale. Quanto a turismo, il centro storico, essendo stato decorato con la bandiera dell'associazione italiana dei borghi più belli d'Italia, attira visitatori per le bellezze storico-artistiche ed eno-gastronomiche, mentre il quartiere della Marina, sviluppatosi tra Montesilvano Marina nord e Silvi Marina sud, offre un diretto collegamento all'ingresso dell'autostrada e servizi turistici per la stagione balneare.

### Artigianato
Tra le attività economiche più tradizionali diffuse e rinomate vi sono quelle artigianali, come la produzione di sculture in ferro.

### Agricoltura
Importanti sono le aziende agricole, sparse su tutto il territorio angolano, che producono vino, olio, patate e altri prodotti. Città Sant'Angelo fa parte dell'Associazione Nazionale Città dell'olio e di Città Slow.

### Turismo
Il paese appartiene alle associazioni I borghi più belli d'Italia, città dell'olio, città del vino e Cittaslow.

## Geografia antropica

### Centro storico

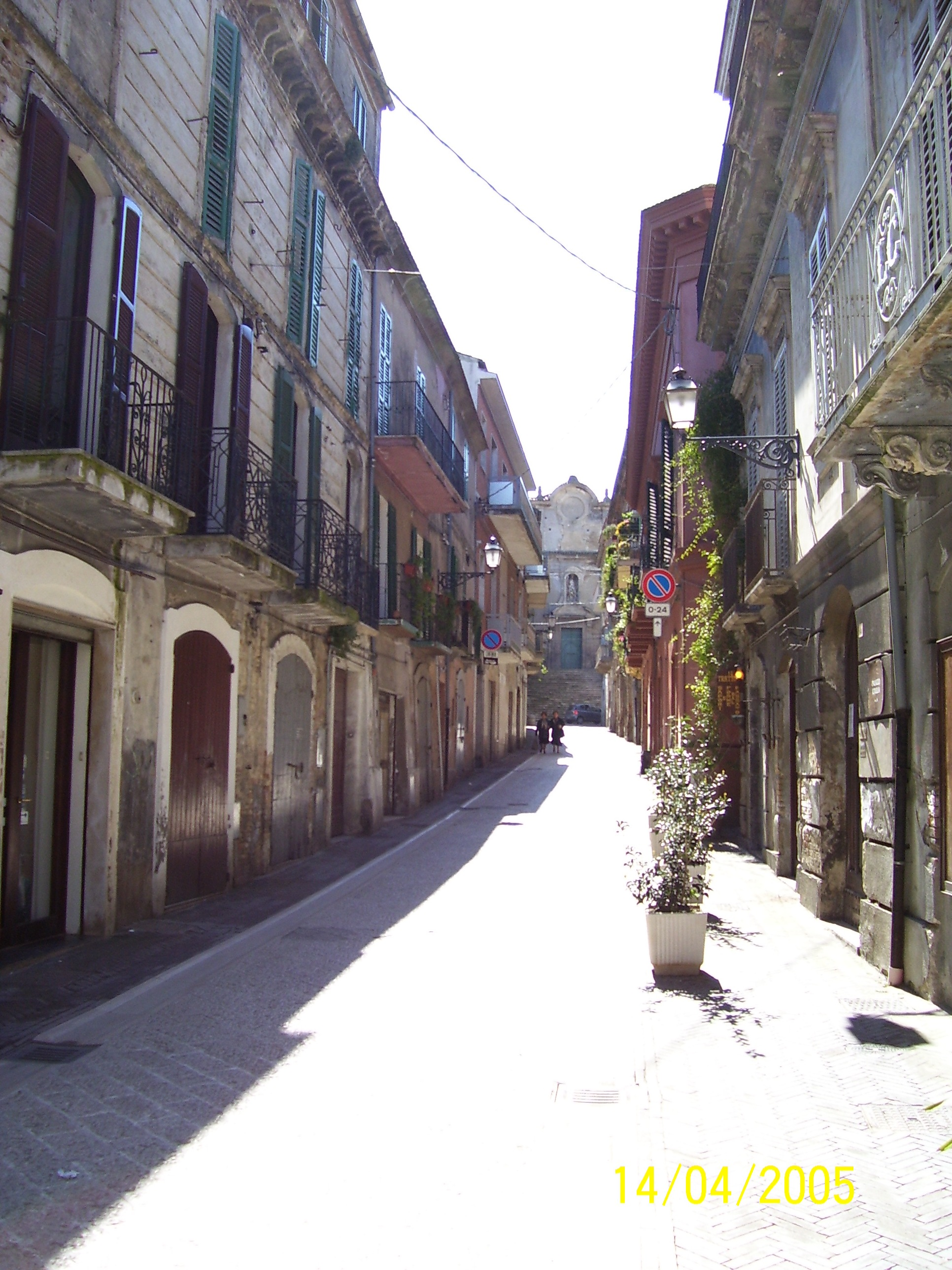
Corso Vittorio Emanuele

Il centro storico costituisce il nucleo principale di Città Sant'Angelo, sviluppato ad ellisse molto allungata, delimitato da una circonvallazione a sud che mediante viale D'Annunzio permette l'accesso al corso Vittorio Emanuele da est, all'altezza dell'istituto superiore "B. Spaventa", e alla circonvallazione nord Cavour, che parte dal prato del giardino comunale, presso la chiesa di Sant'Antonio. L'asse viario maggiore che divide orizzontalmente in due il centro è il corso Vittorio Emanuele, parallelo alla seconda grande strada del corso Umberto I, che lambisce i due complessi monastici di San Bernardo e Santa Chiara. Lungo il corso, da oriente a occidente, si trovano la chiesa collegiata di San Michele, i palazzi signorili come il Coppa Zuccari, il palazzo baronale, il Municipio con accanto l'ex convento di San Francesco, il Palazzo Castagna e il sagrato della chiesa di Sant'Agostino, posta nel rione Casale, il primitivo nucleo longobardo dove si trovano i resti del castello. Dietro questo crinale, in posizione sud-ovest, si trova il sobborgo del ghetto ebraico.

### Frazioni
Alzano, Annunziata, Centro Storico, Crocifisso, Fagnano, Fonte Umano, Gaglierano, Maddalena, Madonna della Pace, Marina di Città Sant'Angelo, Piano della Cona, Piano di Sacco, Ponticelli, Sant'Agnese, San Giacomo, San Martino, San Pietro, San Rocco, San Vittorito, Sorricchio, Sorripe, Vertonica, Villa Cipressi

## Infrastrutture e trasporti

### Strade
La città è servita dall'Autostrada A14 Adriatica/E55, attraverso l'uscita "Pescara Nord - Città Sant'Angelo", e dalla Strada statale 16 Adriatica. In prossimità del casello autostradale sono situate due fermate dell'autobus servite da diverse autolinee a lunga percorrenza che collegano Città Sant'Angelo ad alcuni principali centri italiani.

## Amministrazione

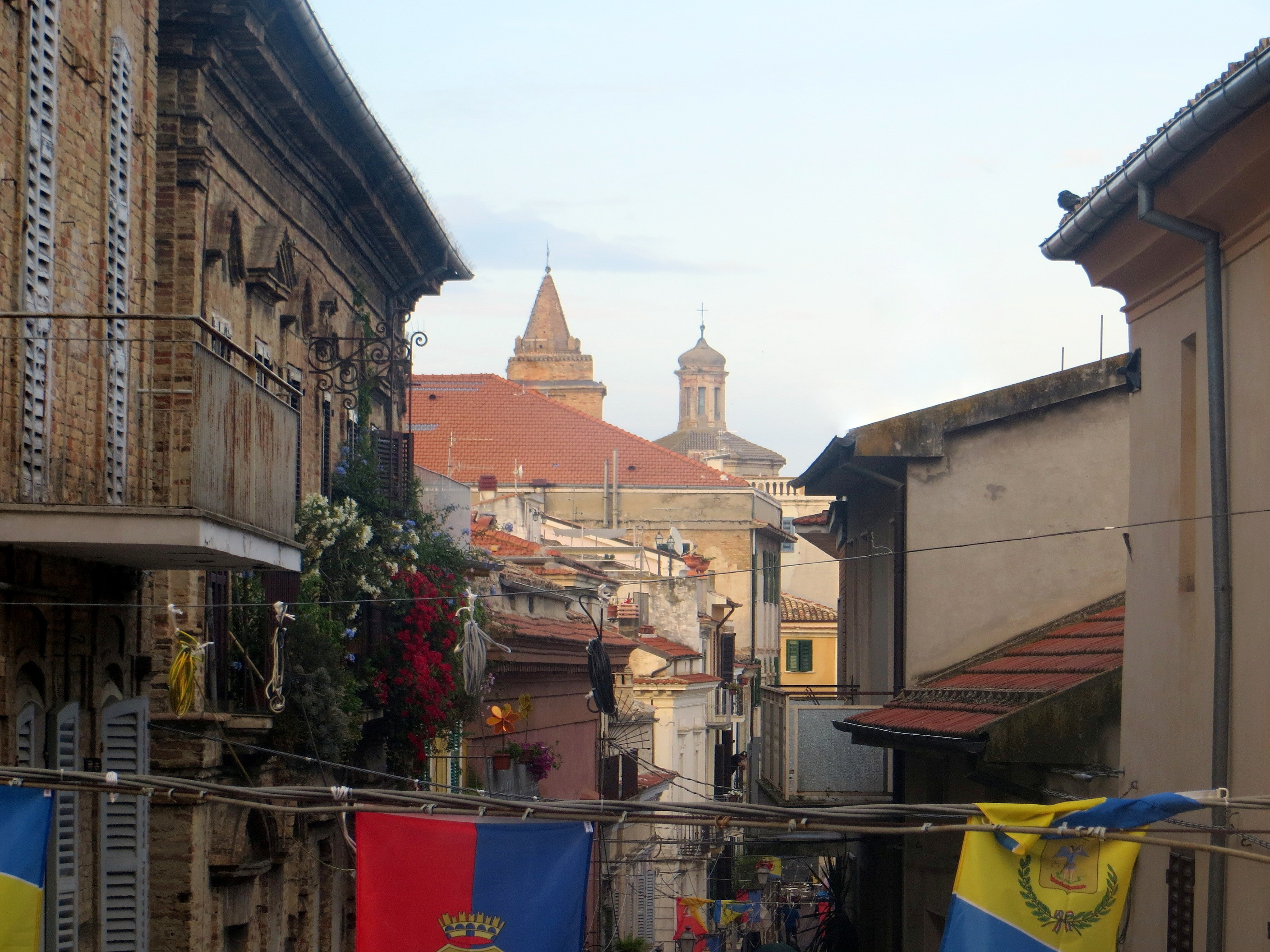
Il centro storico visto dagli scalini di S. Agostino. In basso si vedono le bandiere del comune abruzzese e quelle di Nicolosi

| Periodo        | Periodo        | Primo cittadino   | Partito                                | Carica  | Note          |
| -------------- | -------------- | ----------------- | -------------------------------------- | ------- | ------------- |
| 23 aprile 1995 | 12 giugno 2004 | Bruno Catena      | Lista civica di centro-sinistra        | Sindaco | [ 58 ] [ 59 ] |
| 13 giugno 2004 | 7 giugno 2009  | Graziano Gabriele | Lista civica di centro-sinistra        | Sindaco | [ 60 ]        |
| 8 giugno 2009  | 26 maggio 2019 | Gabriele Florindi | Lista civica Insieme per crescere - PD | Sindaco | [ 61 ] [ 62 ] |
| 27 maggio 2019 | in carica      | Matteo Perazzetti | Lista civica di centro-destra          | Sindaco |               |

### Consolati
- Consolato onorario di Francia

### Gemellaggi
Città Sant'Angelo è gemellata dal 2001 con Nicolosi, comune alle pendici dell'Etna. Da questo gemellaggio ha preso vita la suddetta manifestazione Dall'Etna al Gran Sasso, che si tiene una settimana all'anno nel periodo estivo e nel quale è possibile osservare lo sfoggio di costumi e consuetudini delle due comunità, contornate dall'esposizione dei prodotti tipici abruzzesi e siciliani.

## Sport
Le principali squadre cittadine sono la società di pallamano Pallamano Città Sant'Angelo, fondata nel 1978, e le società calcistiche Renato Curi Angolana, fondata nel 1949 e militante in Eccellenza, Angelese e Città Sant'Angelo, che militano in Seconda Categoria. La squadra di calcio a 5 è la società Acqua e Sapone Calcio a 5, fondata nel 2000, militante in Serie A e che, nel 2017-2018, si è laureata Campione d'Italia.
Nel 2010 ha avuto luogo la dodicesima tappa del Giro d'Italia, Città Sant'Angelo-Porto Recanati.

### Impianti sportivi
- PalaCastagna
- Stadio Leonardo Petruzzi